# Placówka Straży Granicznej I linii „Szczygłowice”
Placówka Straży Granicznej I linii „Szczygłowice” – jednostka organizacyjna Straży Granicznej pełniąca służbę ochronną na granicy polsko-niemieckiej w okresie międzywojennym.

## Formowanie i zmiany organizacyjne
Rozporządzeniem Prezydenta Rzeczypospolitej Polskiej Ignacego Mościckiego z 22 marca 1928 roku, do ochrony północnej, zachodniej i południowej granicy państwa, a w szczególności do ich ochrony celnej, powoływano z dniem 2 kwietnia 1928 roku  Straż Graniczną.
Rozkazem nr 4 z 30 kwietnia 1928 roku w sprawie organizacji Śląskiego Inspektoratu Okręgowego dowódca Straży Granicznej gen. bryg. Stefan Pasławski określił strukturę organizacyjną komisariatu SG „Rybnik”. Placówka Straży Granicznej II linii „Szczygłowice” znalazła się w jego strukturze.
Rozkazem nr 10 z 5 listopada 1929 roku w sprawie reorganizacji Śląskiego Inspektoratu Okręgowego komendant Straży Granicznej płk Jan Jur-Gorzechowski powołał komisariat Straży Granicznej „Knurów”. Placówka weszła w jego skład.
Rozkazem nr 2 z 24 sierpnia 1933 roku w sprawach zmian etatowych, przydziałów oraz utworzenia placówek, komendant Straży Granicznej płk Jan Jur-Gorzechowski utworzył placówkę „Szczygłowice” w miejsce placówki II linii.

## Wydarzenia
- 27 sierpnia 1939 o godz. 2:45 niemiecka grupa dywersyjna ostrzelała polskie budynki w Szczygłowicach i wtargnęła na kilkadziesiąt metrów w głąb polskiego terytorium[5].

## Kierownicy/dowódcy placówki
| stopień            | imię i nazwisko    | okres pełnienia służby   | kolejne stanowisko           |
| ------------------ | ------------------ | ------------------------ | ---------------------------- |
| przodownik         | Jan Wojtaszek      | 15 VIII 1928 – 15 X 1928 |                              |
| przodownik         | Tomasz Janeczek    | 15 X 1928 – 15 XII 1928  | zastępca kierownika placówki |
| starszy przodownik | Sylwester Zbierski | 15 XII 1928 – 14 VI 1930 |                              |
| przewodnik         | Edward Kiełbus     | 14 VI 1930 – 2 VI 1932   | w placówce II Linii „Knurów” |
| starszy strażnik   | Franciszek Polak   | 2 VI 1932 –              |                              |